# Virgo Overdensity
| Virgo Overdensity / Virgo Stellar Stream                | Virgo Overdensity / Virgo Stellar Stream |
| ------------------------------------------------------- | --- |
| Sternenströme (künstlerische Darstellung)               | |
| Sternenströme (künstlerische Darstellung)               | |
| Beobachtungsdaten Äquinoktium: J2000.0, Epoche: J2000.0 | |
| Sternbild                                               | Virgo |
| Rektaszension                                           | 12h 24m |
| Deklination                                             | −1° 09′ |
| Winkelausdehnung                                        | > 2000 deg2 |
| Flächenhelligkeit                                       | 32,5 mag/arcmin2 |
| Physikalische Daten                                     | |
| Zugehörigkeit                                           | Milchstraße, Lokale Gruppe |
| Radialgeschwindigkeit                                   | ca. 130 km/s |
| Entfernung                                              | ca. 20 kpc |
| Metallizität                                            | [Fe/H] ≈ −2 |
| Geschichte                                              | |
| Entdeckung                                              | Virgo Overdensity: - Quasar Equatorial Survey Team / Vivas et al., 2001 - Newberg et al., 2002 - Jurić et al., 2008 Virgo Stellar Stream: - Duffau et al., 2006 |

Die Virgo Overdensity (VOD, deutsch etwa „Virgo-Überdichte“ oder „Virgo-Überhäufigkeit“) ist eine Himmelsregion mit erhöhter Sterndichte im Sternbild Jungfrau (lateinisch Virgo). Wie dieses Phänomen entstand, ist noch nicht geklärt und ist Gegenstand aktueller Forschung. Viele Beobachtungen deuten darauf hin, dass es sich um die Überreste einer linsenförmigen Zwerggalaxie handelt, die gerade mit der Milchstraße verschmilzt. Eine dazu passende Struktur ist als Virgo Stellar Stream (VSS, deutsch Virgo-Strom/Virgo-Sternstrom) bekannt. In welchem Verhältnis die als Virgo Overdensity und Virgo Stellar Stream bezeichneten Objekte stehen, ist noch zu klären. Es gibt jedoch Hinweise darauf, dass es sich um zusammenhängende Strukturen mit einem gemeinsamen Ursprung handelt. Eine alternative Erklärung für die Virgo Overdensity wäre, dass es sich um eine großräumige Struktur der Sterne des galaktischen Halos handelt.

## Entdeckung
Der Strom wurde nach Analyse von photometrischen Daten der Durchmusterung des Sloan Digital Sky Survey (kurz SDSS) entdeckt. Aus diesen Daten erstellte man eine dreidimensionale Karte der Milchstraße mittels der Farben-Helligkeits-Beziehung und gewissen Standardkerzen zur Abschätzung ihrer Entfernung (Photometrische Parallaxe).
Der erste Hinweis auf eine neue Galaxie im Sternbild Jungfrau stammt aus dem Jahr 2001 und basiert auf Daten des Quasar Equatorial Survey Team. Im Rahmen dieses Projekts wurde das 1-Meter-Schmidt-Teleskop am Observatorio Astronómico Nacional de Llano del Hato in Venezuela zur Suche nach RR-Lyrae-Sternen eingesetzt. Gleich fünf dieser variablen Sterne wurden in einem Haufen bei den Koordinaten in der Nähe der Rektaszension 12h 24m gefunden. Die Astronomen des Projekts nahmen daraufhin an, dass es sich bei dieser Anhäufung um eine kleine Zwerggalaxie handelt, die von der Milchstraße „kannibalisiert“ wird („12.4 hour clump“).

## Eigenschaften
Die Virgo Overdensity hat eine Ausdehnung von mindestens 2000 Quadratgrad; ihre tatsächliche Ausdehnung beträgt wahrscheinlich etwa 3000 Quadratgrad der Himmelssphäre (in etwa 15 % des Nachthimmels). Trotz der beachtlichen Winkelausdehnung enthält sie nur wenige Hunderttausend Sterne. Die geringe Flächenhelligkeit (lediglich um die 32,5 mag/arcmin2) beeinträchtigten die Entdeckung in Durchmusterungen vor dem SDSS erheblich. Die Anzahl der Sterne übertrifft kaum die eines typischen Kugelsternhaufens und der Virgo-Zwerg wurde von einem Mitglied des Entdeckerteams als „ziemlich kränkliche Galaxie“ im Vergleich zu unserer Milchstraße beschrieben.
Viele ihrer Sterne sind seit Jahrhunderten bekannt und wurden für Mitglieder der Milchstraße selbst gehalten, obwohl zumindest ihre geringe Metallizität sie gegenüber den sonstigen Sternen der Milchstraße eigenartig erscheinen ließ.
Die Virgo Overdensity liegt innerhalb der Milchstraße, etwa 10 kpc (oder 30.000 Lichtjahre) von der Sonne entfernt und erstreckt sich über eine Region des Raums mit mindestens 10 kpc Durchmesser. Sie liegt nahe der Ebene mit der Sagittarius-Zwerggalaxie, die 1994 durch eine ähnliche photometrische Durchmusterung identifiziert werden konnte. Der Sagittarius-Zwerg ist eine kleine Zwerggalaxie, die mit der Milchstraße verschmilzt. Sie ist allerdings etwa 4-mal weiter entfernt. Damit erscheint es unwahrscheinlich, dass diese beiden physisch direkt gekoppelt sind, wobei es möglich ist, dass der Virgo-Strom ein Gezeitenkraft-Überbleibsel auf der Bahn der sich auflösenden Sagittarius-Zwerggalaxie auf ihrem Orbit um die Milchstraße darstellt.
Die wolkenartige Morphologie der Virgo Overdensity unterscheidet sich deutlich von derjenigen von Sternströmen wie zum Beispiel dem Monoceros-Ring, der im Jahr 2002 entdeckt wurde und als Gezeitenrest der Canis-Major-Zwerggalaxie gilt, die mit der Milchstraße verschmilzt.

## Weiteres
- Gezeitenkraft
- Sternstrom